# Liste des troubles mentaux
Cet article représente la liste des troubles mentaux comme définis dans le manuel diagnostique et statistique des troubles mentaux (DSM) et la classification internationale des maladies (CIM).
Le DSM de la Société américaine de psychiatrie, référence dans le domaine de la psychologie, inclut 400 différentes définitions des troubles mentaux. La CIM, publiée par l'Organisation mondiale de la santé (OMS), contient une section exposant les troubles comportementaux et psychologiques. Les critères diagnostics du DSM et de la CIM sont revus et mis à jour à chaque nouvelle version. Cette liste contient les conditions et descriptions actuellement reconnus de troubles mentaux comme définit par ces deux documents.
Il existe des désaccords parmi les professionnels de la santé mentale (dont ceux de la psychiatrie) concernant les définitions et critères utilisés pour classifier les troubles mentaux. Selon certains professionnels, bon nombre de ces conditions ne devraient nullement être classées en tant que maladies mentales, ou, par ailleurs, seraient mieux classifiées dans le domaine des troubles neurologiques. Certaines conditions ont été retirées : c'est notamment le cas de l'homosexualité, qui était originellement listée dans le DSM, mais elle est officiellement retirée par la Société américaine de psychiatrie en 1974.
- Haut – A
- B
- C
- D
- E
- F
- G
- H
- I
- J
- K
- L
- M
- N
- O
- P
- Q
- R
- S
- T
- U
- V
- W
- X
- Y
- Z

## A
- Acné excoriée
- Agoraphobie
- Anorexie
- Anxiété de séparation
- Anxiété généralisée
- Apotemnophilie
- Autisme atypique
- Autophagie

- Anhédonie

## B
- Bibliomanie
- Boulimie
- Bipolaire
- Borderline

## C
- Chorée de Huntington
- Comportement antisocial
- Comportement antisocial de l'enfant
- Comportement antisocial de l'adolescent
- Comportement antisocial de l'adulte

## D
- Déclin cognitif lié à l'âge
- Dépression clinique
- Dépression périnatale (terme regroupant les dépressions pré-natale et

post-partum)
- Dépression saisonnière
- Dermatillomanie (l'action de se triturer la peau de manière répété, sans être capable de s'arrêter)
- Dyscalculie
- Dysmorphophobie
- Dyslexie
- Dépersonnalisation

- Déréalisation

## E
- Écholalie
- Échopraxie
- Encoprésie
- Épisode hypomaniaque
- Exhibitionnisme

## H
- Hyperphagie
- Hypersomnie
- Hypocondrie

## K
- Kleptomanie

## M
- Maladie d'Alzheimer
- Maladie de Gilles de la Tourette
- Manie
- Mégalomanie
- Mélancolie

## N
- Narcolepsie
- Névrose obsessionnelle
- Nymphomanie

## O
- Ochlophobie
- Orthorexie

## P
- Paraphilie
- Parasomnie
- Peur panique
- Phobie sociale
- Pica
- Psychose infantile
- Pyromanie

## R
- Réaction aiguë au stress
- Retard mental

## S
- Schizophrénie
- Schizophrénie catatonique
- Sinistrose
- Sociopathie
- Somnambulisme
- Syndrome d'alcoolisation fœtale
- Syndrome d’Alice au pays des merveilles
- Syndrome d'Angelman
- Syndrome d'Asperger
- Syndrome de Capgras
- Syndrome de Cotard
- Syndrome de Down
- Syndrome d'Ekbom
- Syndrome de Fregoli
- Syndrome de Ganser
- Syndrome de Joubert
- Syndrome de Münchhausen
- Syndrome de Münchhausen par procuration
- Syndrome général d'adaptation
- Syndrome de la main étrangère
- Syndrome de Lima
- Syndrome de Peter Pan
- Syndrome de Renfield
- Syndrome de Stockholm
- Syndrome de Williams

## T
- Terreur nocturne
- Tic
- Travestisme bivalent
- Trichotillomanie
- Trouble amnésique
- Trouble anxieux
- Trouble agnosie
- Trouble autistique
- Trouble bipolaire
- Trouble catatonique
- Trouble cognitif
- Trouble d'apprentissage
- Trouble de l'adaptation
- Trouble de la maturation sexuelle
- Trouble de la personnalité
- Trouble de la personnalité anankastique
- Trouble de la personnalité antisociale
- Trouble de la personnalité borderline
- Trouble de la personnalité dépendante
- Trouble de la personnalité évitante
- Trouble de la personnalité histrionique
- Trouble de la personnalité narcissique
- Trouble de la personnalité paranoïaque
- Trouble de la personnalité schizotypique
- Trouble des habitudes et des impulsions
- Trouble dissociatif de l'identité
- Trouble du déficit de l'attention
- Trouble du désir sexuel hypo-actif
- Trouble du spectre de l'alcoolisation fœtale (FASD)
- Trouble de stress post-traumatique (PTSD)
- Trouble émotionnel
- Dysfonction érectile
- Trouble psychotique bref (anciennement nommé « bouffée délirante aiguë »)
- Trouble psychotique partagé
- Troubles liés aux hallucinogènes
- Troubles liés à l'alcool
- Troubles liés à la cocaïne
- Troubles liés à la caféine
- Troubles liés au cannabis
- Troubles liés aux amphétamines
- Trouble obsessionnel compulsif (TOC)
- Trouble schizo-affectif

## V
- Vaginisme